# Lutsch

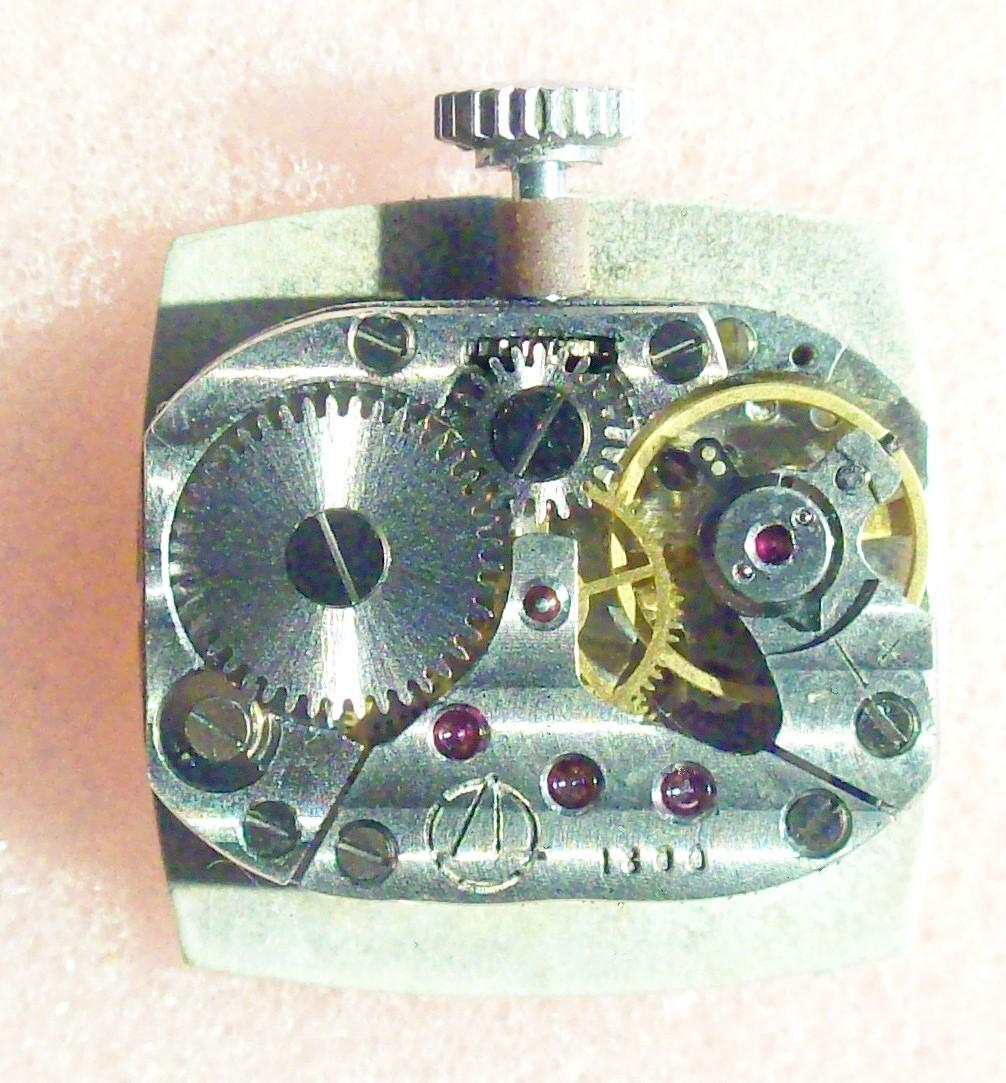
Uhrwerk Lutsch

Lutsch (belarussisch Мінскі гадзіннікавы завод „Луч“ / Menski hadsinnikawy sawod „Lutsch“, russisch Минский часовой завод Луч / Minski tschassowoi sawod „Lutsch“, deutsch: Minsker Armbanduhrenwerk Strahl) ist ein Hersteller von Armbanduhren aus Minsk in Belarus. Zur Produktpalette gehören Armbanduhren mit Quarzwerken und solche mit mechanischen Uhrwerken.

## Geschichte
Die Fabrik wurde 1956 gegründet und produzierte bereits im ersten Jahr 57.000 Armbanduhren des Typs „Zarya“, in den ersten zwei Jahren des Bestehens verkaufte das Unternehmen insgesamt 210.000 Armbanduhren. 1963 begann Lutsch mit der Herstellung von Damenuhren der Marke „Vympel“, die sich besonders in Großbritannien einer gewissen Beliebtheit erfreuten. Von Uhren dieser Marke konnten insgesamt weltweit 1.050.000 Stück abgesetzt werden. 1964 kam die Damenarmbanduhr „Luch-1300“ auf den Markt. Dies war die kleinste bis dahin in der Sowjetunion hergestellte Armbanduhr.
Ab 1973 wurde die Produktpalette um Uhren für Kraftfahrzeuge erweitert. Das Unternehmen Lutsch wurde hierbei zeitweilig der einzige Zulieferer derartiger Uhren für AwtoWAS und deren Lada. 1979 erweiterte das Unternehmen die Produktion um elektromechanische Uhren und kleine Wecker.
Derzeit beschäftigt das Unternehmen in 150 Niederlassungen insgesamt etwa 7000 Mitarbeiter. Es werden allein 500.000 Uhren hergestellt. Das Sortiment umfasst 1005 unterschiedliche Artikel. 60 % der Produkte werden exportiert, vorwiegend nach Großbritannien, Tschechien, die Slowakei, das ehemalige Jugoslawien, Afrika und Hong Kong.

## Schreibweise
In lateinischer Umschrift wird nach englischer Transkription die Schreibweise Luch verwendet.